# Fontaine de Turckheim
La fontaine de Turckheim est un monument historique situé à Turckheim, dans le département français du Haut-Rhin.

## Localisation
Cette construction est située place de Turenne à Turckheim.

## Historique
L'édifice fait l'objet d'une inscription au titre des monuments historiques depuis 1930.